# Sylvestre Budes de Guébriant
Pour les autres membres de la famille, voir Famille Budes de Guébriant.
Sylvestre Louis Ange Spiridion Budes de Guébriant, comte de Guébriant, baron Budes de Guébriant (Paris, 19 janvier 1779 - Paris, 16 novembre 1845) est un homme politique et militaire français.

## Biographie

### Vie privée
Il est le fils de Louis Jean-Baptiste Spiridon Budes de Guébriant, comte de Guébriant (1732-1786) et d'Anne Marie Marguerite de Chabenat (?-1824).

### Vie publique
Il est admis à siéger à la Chambre des pairs en 1827. Fidèle à la branche aîné des Bourbons, il quitte la Chambre après la Révolution de juillet 1830.

## Famille
Il épouse, le 30 août 1804, Olympe Émilie Félicie de Poulpiquet de Coatlez (1788-1838), fille de Joseph Gabriel de Poulpiquet de Coatlez et de Hélène Auguste Olympe de Bourblanc. Ils ont deux enfants.
- Ernest Louis Sylvestre Budes de Guébriant (11 octobre 1815 - 8 novembre 1899) épouse Cécile Victurnienne de Rochechouart de Mortemart (24 février 1817 - 24 mars 1888), dont descendance ;
- Alfred Budes de Guébriant (1817 - 16 avril 1900), célibataire, sans enfants.